# Civil Rights Act of 1968

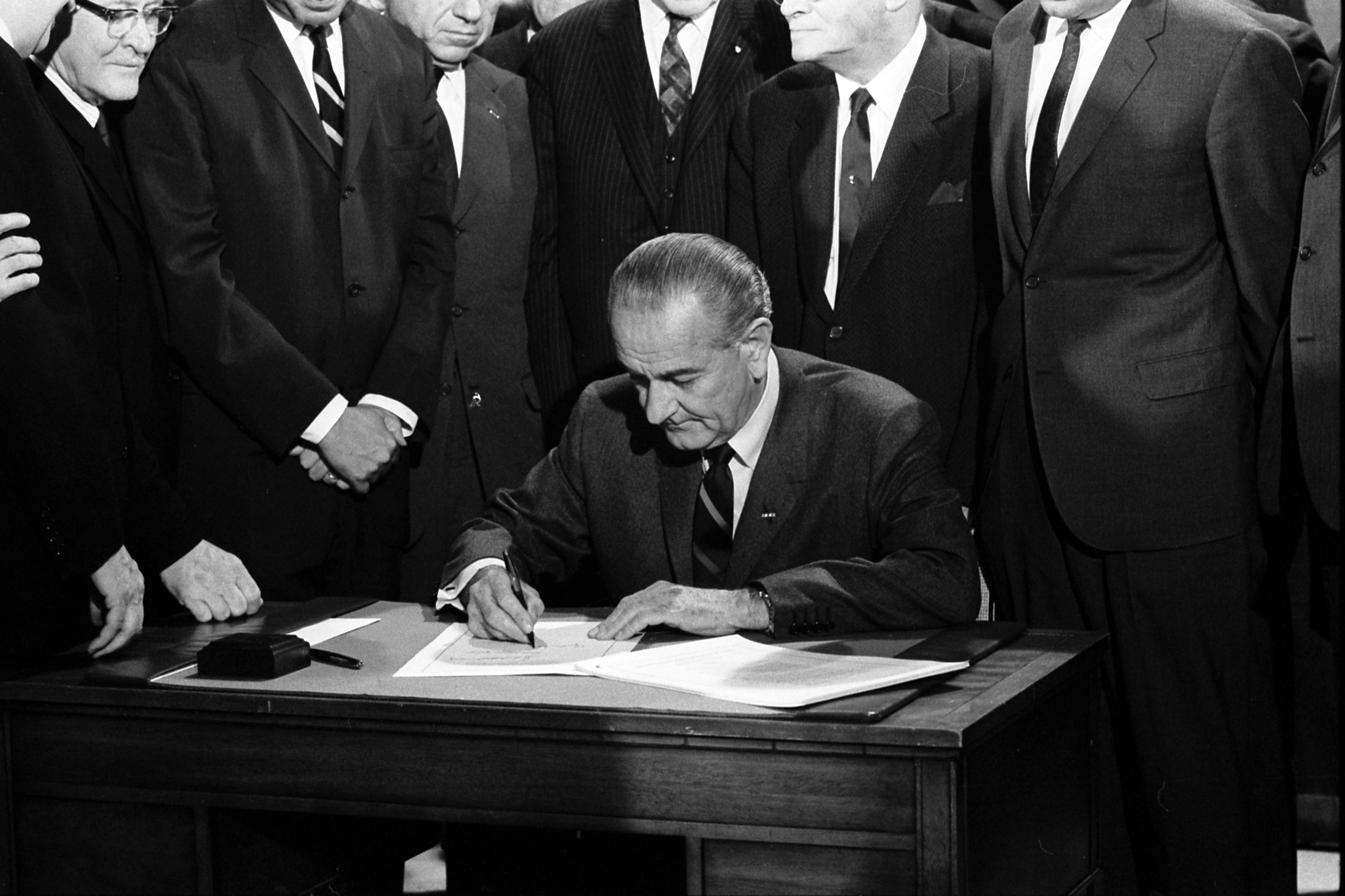
Präsident Johnson bei der Unterzeichnung des Civil Rights Acts von 1968

Der Civil Rights Act of 1968 (auch Fair Housing Act genannt) ist ein US-amerikanisches Bundesgesetz. Es erweiterte den Civil Rights Act of 1964 und wurde am 11. April 1968 von Präsident Lyndon B. Johnson unterzeichnet. Das Gesetz gehört zum Reformprogramm Great Society.
Er verbot folgende Arten der Diskriminierung, die teilweise als Redlining bezeichnet werden:
1. Die Weigerung, einer Person eine Wohnung oder ein Haus aus Gründen der Rasse, der Hautfarbe, der Religion oder der Nationalität zu vermieten oder zu verkaufen.
2. Eine unterschiedliche Behandlung einer Person bei den Bedingungen der Vermietung oder des Verkaufs.
3. Das Anzeigen eines Miet- oder Kaufobjekts unter Hinweis auf Diskriminierung aufgrund der oben genannten Kriterien.
4. Zwang, Drohung und Einschüchterung oder Einflussnahme auf die Nutzung der Miet- und Kaufrechte sowie Maßnahmen gegen Personen oder Organisationen, die die Nutzung dieser Rechte unterstützen. In diesem Zusammenhang kann insbesondere der Boykott von Maklern genannt werden.

Der Beschluss des Gesetzes war durch die Ermordung Martin Luther Kings – eine Woche zuvor – beeinflusst.